# Grand Prix de l’urbanisme
Der Grand Prix de l’urbanisme (deutsch Großer Preis der Stadtplanung) ist ein französischer Architekturpreis, der seit 1989 (außer: 1994–1997) jährlich durch das französische Umweltministerium an einen von einer internationalen Jury anerkannten Stadtplaner verliehen wird. Die Preisverleihung ist Anlass für die Veröffentlichung eines ausführlichen Buches über den Gewinner und die Nominierten.

## Preisträger
| 2023 | Simon Teyssou                        |
| 2022 | Franck Boutté                        |
| 2021 | L'AUC                                |
| 2020 | Jacqueline Osty                      |
| 2019 | Patrick Bouchain                     |
| 2018 | Agence Ter                           |
| 2017 | Pierre Veltz                         |
| 2016 | Ariella Masboungi                    |
| 2015 | Gérard Penot                         |
| 2014 | Frédéric Bonnet                      |
| 2013 | Paola Viganò                         |
| 2012 | François Grether                     |
| 2011 | Michel Desvigne                      |
| 2010 | Laurent Théry                        |
| 2009 | François Ascher                      |
| 2008 | David Mangin                         |
| 2007 | Yves Lion                            |
| 2006 | Francis Cuillier                     |
| 2005 | Bernard Reichen                      |
| 2004 | Christian de Portzamparc             |
| 2003 | Michel Corajoud                      |
| 2002 | Bruno Fortier                        |
| 2001 | Jean-Louis Subileau                  |
| 2000 | Alexandre Chemetoff                  |
| 1999 | Philippe Panerai und Nathan Starkman |
| 1998 | Christian Devillers                  |
| 1993 | Bernard Huet                         |
| 1992 | Antoine Grumbach                     |
| 1991 | Jean Dellus                          |
| 1990 | Jean-François Revert                 |
| 1989 | Michel Steinbach                     |